# Desastre de Tlaxcala de 2013
El desastre de Tlaxcala de 2013 fue ocasionado por la explosión de fuegos artificiales en la comunidad de Jesús Tepactepec, en el municipio de Natívitas, Tlaxcala, México el viernes, 15 de marzo de 2013, a las 12:30 (hora local) aproximadamente.

## Detalles
En la comunidad de Jesús Tepactepec, Natívitas del estado de Tlaxcala, varias personas asistieron a una procesión religiosa dedicada a Jesús de los tres caminos, los peregrinos llevaban la imagen a su templo, cuando según versiones de algunos de los testigos, una chispa le cayó en la espalda a uno de los peregrinos que llevaba a cuestas un rollo de artificios pirotécnicos, que desencadenó una serie de detonaciones que terminaría dejando víctimas mortales y heridos posteriormente.

## Consecuencias
El día del accidente se registraron 17 fallecidos y 154 lesionados, 30 de ellos de gravedad y 20 tenían al menos el 80% de su cuerpo calcinado.
También hubo daños materiales; al menos tres vehículos estacionados en la zona resultaron dañados. Uno de ellos quedó parcialmente calcinado. Se registraron daños en algunas viviendas, así como también en la calle donde ocurrió el siniestro.
Los lesionados fueron trasladados a diferentes hospitales de Tlaxcala, Puebla y la Ciudad de México.